# 西奥利姆
西奥利姆（Siolim），是印度果阿邦North Goa县的一个城镇。总人口10311（2001年）。

## 人口
该地2001年总人口10311人，其中男性4920人，女性5391人；0—6岁人口913人，其中男458人，女455人；识字率82.15%，其中男性为87.28%，女性为77.46%。